# Via Merulana
La Via Merulana est une rue du centre historique de Rome, reliant la basilique Sainte-Marie-Majeure à la basilique Saint-Jean-de-Latran, le long des quartiers Monti et Esquilin. Elle est également célèbre parce que Carlo Emilio Gadda y a situé son roman Quer pasticciaccio brutto de via Merulana (1946).

## Histoire
La rue moderne suit le tracé de la Via Gregoriana du XVIe siècle tracée par le pape Grégoire XIII et agrandie par le pape Sixte V pour offrir un cadre adéquat aux cortèges et processions pontificales entre la basilique Sainte-Marie-Majeure, la basilique Saint-Jean-de-Latran, la Scala Santa et la basilique Sainte-Croix-de-Jérusalem. 
Jusqu'en 1871, la route s'appelait via Coroncina, puis fut rebaptisée via Merulana le 30 novembre 1871. Des villas patriciennes suburbaines surgirent autour d'elle à partir du XVIIe siècle, dont la dernière (1830) fut la villa Wolkonsky, la seule à être restée presque intacte, tandis que les autres tombèrent sous les pioches de l'urbanisation d'Humbert Ier.

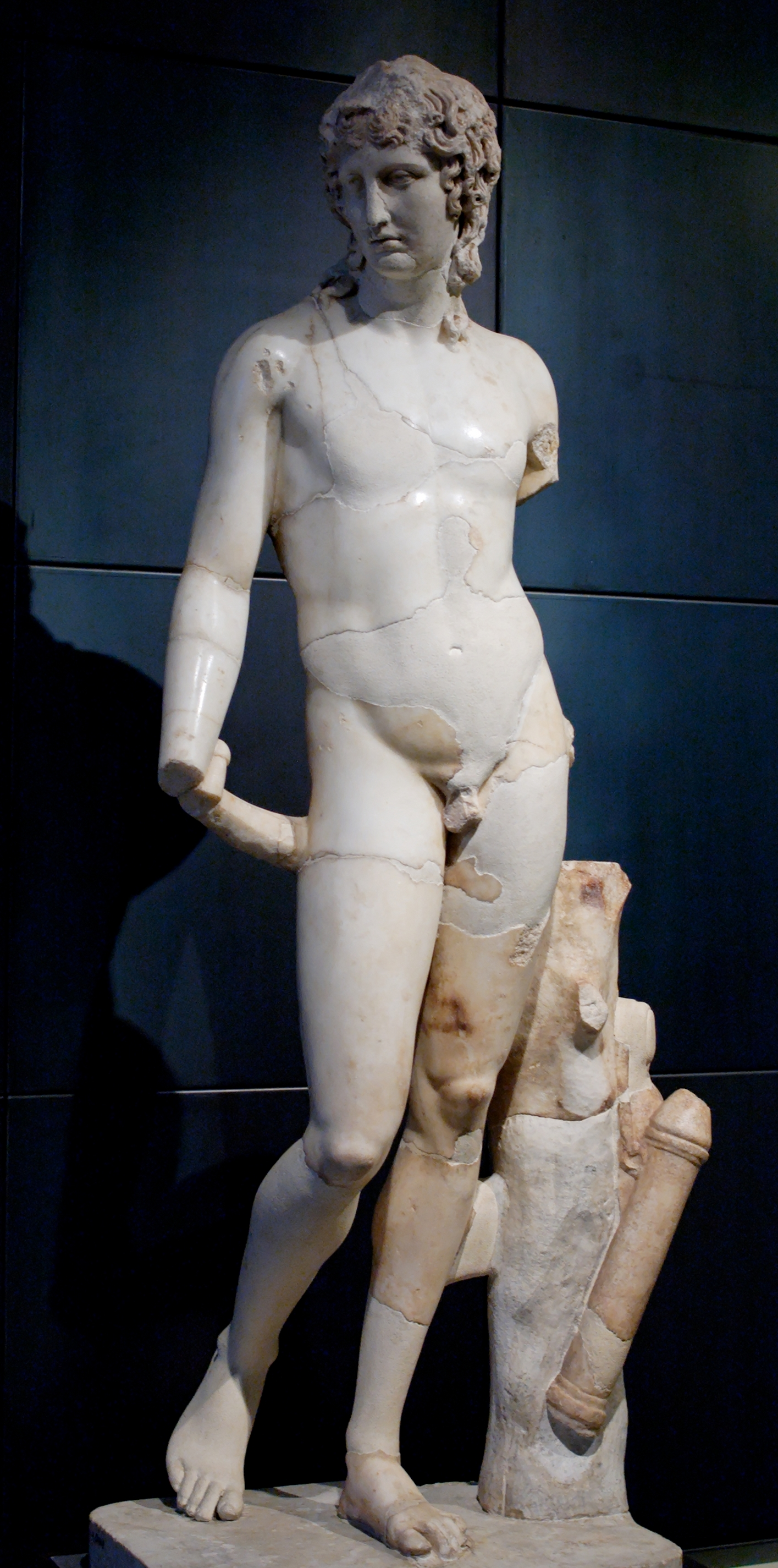
Statue d'Éros, trouvée en 1876 sur la Via Merulana (Musées du Capitole, copie de l'époque d'Antonin d'un original grec du).

## Sites intéressants
- Église Sant'Antonio da Padova all'Esquilino
- Église Santi Marcellino e Pietro al Laterano
- Palazzo Merulana
- Palazzo Brancaccio
- Théâtre Brancaccio
- Auditorium de Mécène, un nymphée faisant partie des Horti Maecenatis
- Église Saint-Alphonse à l'Esquilin
- Université pontificale Antonianum.